# Wintergarten

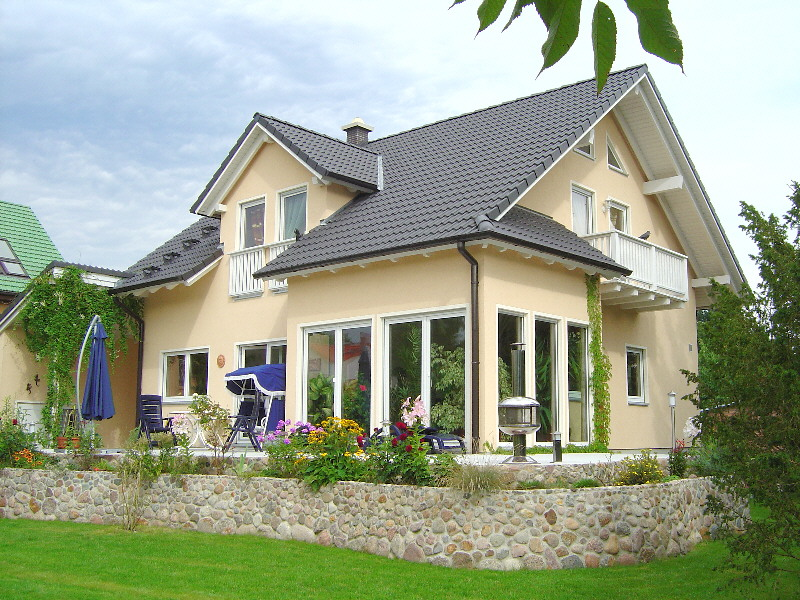
Wintergarten als Erweiterung des Wohnzimmers

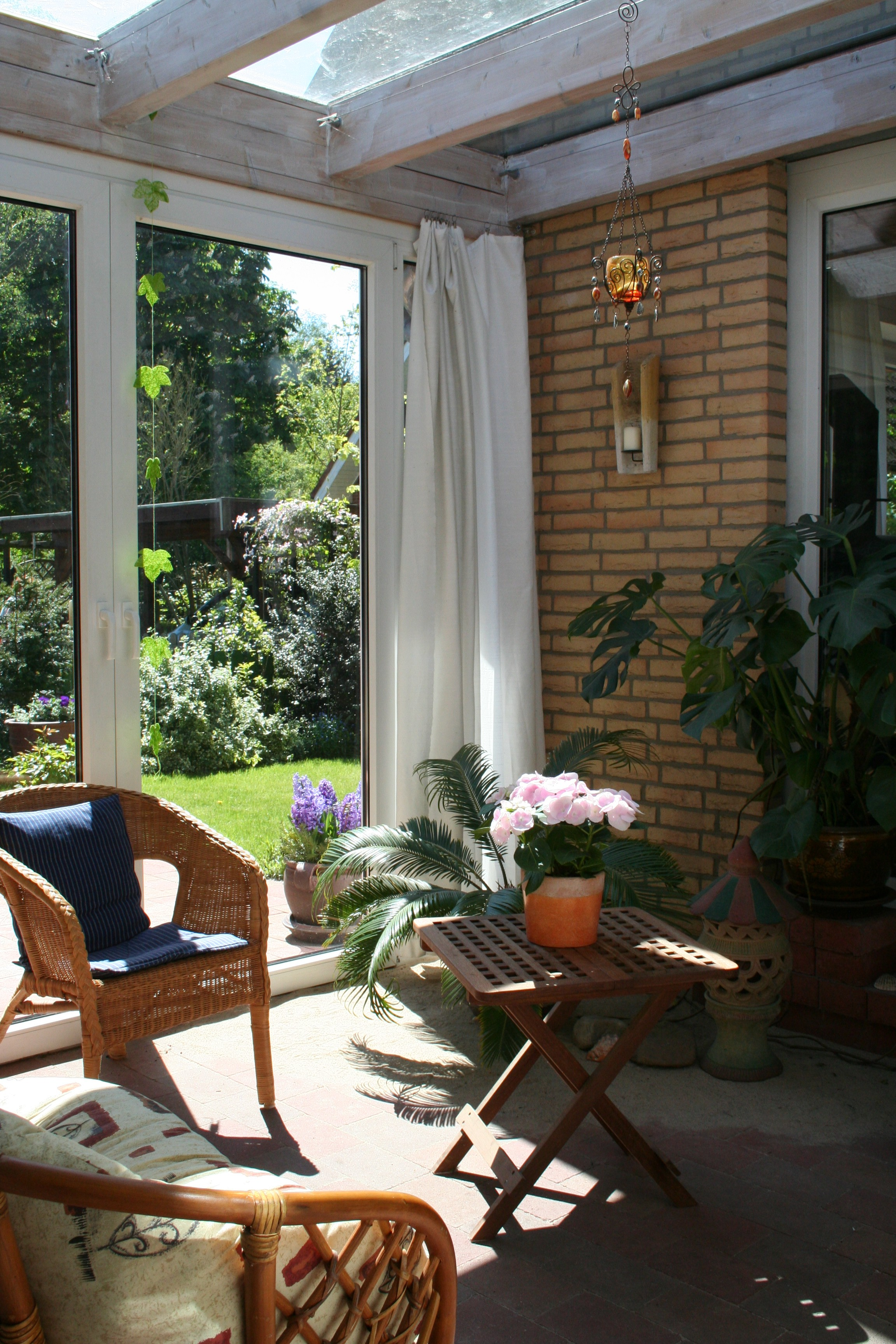
Wintergarten Innenansicht

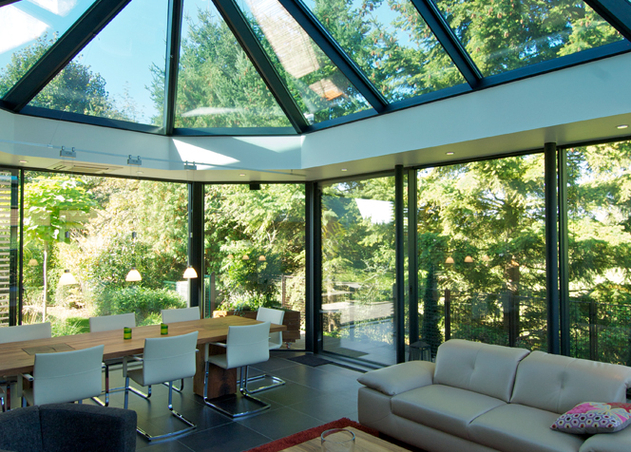
Wintergarten - weitere Innenansicht

Als Wintergarten bezeichnet man einen Anbau an ein Gebäude oder ein selbständiges Bauwerk, dessen Dach und Seitenwände größtenteils aus Glas bestehen. Der richtig konstruierte Wintergarten nutzt den Glashauseffekt (nicht zu verwechseln mit dem atmosphärischen Treibhauseffekt) anstelle konventioneller Heizungstechniken zum Erreichen einer Raumtemperatur, die das Überwintern von geeigneten Pflanzen ermöglicht. Die passive Sonnenenergienutzung führt selbst bei geringer direkter Sonneneinstrahlung bzw. Streulicht zu einer spürbaren Aufheizung der Innenraumluft gegenüber der Außenluft. Um diesen Effekt zu optimieren, muss (auf der Nordhalbkugel der Erde) ein Großteil der Glasfassade nach Süden ausgerichtet sein. 
Bisweilen wird der Begriff im Geschosswohnungsbau bzw. in der Wohnungswirtschaft verwendet, um einen verglasten, nicht künstlich beheizten Teil der Wohnung zu bezeichnen, z. B. einen nachträglich verglasten Balkon, der dann terminologisch dem Erker nahekommen kann, oder auch eine nachträglich verglaste Loggia, obwohl hierbei nur eine Seite, fassadenbündig, aus Glas ist.

## Geschichte
Der Wintergarten, so wie man ihn heute kennt, hat seinen Ursprung in den herrschaftlichen Orangerien, Palmenhäusern und dem englischen Conservatory. Im 18. Jahrhundert entstanden in England dann zahlreiche luxuriöse, private Wintergärten als Anbauten an Häuser, die nur für die Wohlhabenden erschwinglich waren. Vorläufer des Wintergartens gehen auf die Antike zurück, in der ebenfalls Bauten für die Kultivierung von Pflanzen und Früchten aus den Überseegebieten der Kolonialmächte dienten.
Nachhaltige stilistische Ausprägungen erfuhr der Wintergarten im Viktorianischen Zeitalter, als Orangerien sich allerorten einer stark wachsenden Popularität erfreuten. Die Glas-Stahl-Konstruktionen waren reichhaltig im Stil der Zeit verziert und wurden Teil einer Epoche bildenden Architekturform, die sich auf dem gesamten europäischen Kontinent ausbreitete. Verglaste Gewächshäuser und Palmenhäuser wurden zum Charakteristikum Botanischer Gärten und zeugen von jener Zeit, die der Architektur nachhaltige Impulse verlieh. 
Seit dieser Zeit wurden die Wintergärten erstmals als Räumlichkeiten benutzt, in denen sich Menschen aufhielten und miteinander kommunizierten. Es waren somit keine reinen Ausstellungsräume für Grünpflanzen mehr, sondern ausgestattet mit Tischen, Stühlen und Bänken vermittelten sie den Menschen ein völlig neues Wohn- und Lebensgefühl. Ein Vorläufer dieser Art in Deutschland war im ersten Drittel des 19. Jahrhunderts Breiters Wintergarten in Leipzig.
Seit den 1880er Jahren kamen auch in Deutschland Wintergärten als Teil von Bürgerhäusern und Ferienpensionen in Mode. Bis in die 1930er Jahre hinein waren sie im klassischen Baustil in Deutschland überaus populär. Die Wintergärten unserer Tage sind hingegen weniger ein Ausdruck nostalgischer Rückbesinnung, sondern die Hinwendung zu neuen Architekturformen. Infolge der Ölkrisen 1973 und 1979/80, dem gewachsenen ökologischen Bewusstsein und anderer Faktoren wurde das Sonnenlicht als Energiequelle und damit das Baumaterial Glas auch in der Architektur neu entdeckt. 
Im Verlauf der Entwicklung bildete sich der Wohn-Wintergarten heraus, der die Wohnräumlichkeiten erweitert.

## Wärmehaushalt
Wird der Wintergarten an Tagen ohne solare Gewinne (kein Sonnenschein) beheizt, sind die Wärmeverluste deutlich größer als bei konventionellen Wänden und erfordern etwa die drei- bis vierfache Heizleistung. Die hohen solaren Gewinne bei Sonneneinstrahlung und Streulicht führen zu einer drastischen Verringerung der Heiztage, bzw. Heizstunden/Heiztag. Ein erheblicher Teil kann zur Verringerung der Heizleistung für die dahinter liegenden Räume genutzt werden, so dass die jährlich erforderliche Heizenergie bei voller Nutzung als Wohnraum bezogen auf die gesamte Nutzfläche (unter Einbeziehung des Wohn-Wintergartens) abhängig von der konkreten Geometrie und Lage sich nur geringfügig ändert. Wird der Wintergarten bei fehlenden solaren Gewinnen nicht als Wohnraum genutzt (Raumtemperatur < 19 °C), sollte er vom Haus durch Türen getrennt werden. Dann wirkt er als Heiz-Energie sparende Pufferzone.

Niedertemperatur-Heizleisten oder eine großflächige Fußbodenheizung in einem Wintergarten können durchaus auch ohne Energieverschwendung betrieben werden, aber nur sofern diese Heizelemente als letztes Glied einer Serienschaltung des Heizungsrücklaufs eines Brennwertkessels dazu dienen, die Temperatur des Rücklaufwassers und in der Folge die Temperatur des Rauchgases noch weiter zu senken, als dies ohne diese „Wärmetauscher“ möglich ist. Die bei Altbauten meist vorgegebenen Radiatoren als „Heizkörper“ in den Wohnräumen müssen nämlich meist mit Vorlauf-Hochtemperatur betrieben werden, wodurch der Brennwerteffekt gar nicht genutzt werden kann. Durch zusätzliche Niedertemperatur-Heizsysteme wird nur die Kondensationsenthalpie des im Abgas enthaltenen Wasserdampfs bzw. die Restenergie des Abgases genutzt, die ansonsten nutzlos durch den Kamin geblasen wird (sofern kein Voll-Brennwertkessel oder Luft-Abgas-System verwendet wird). Allerdings darf dann nicht die Vorlauftemperatur so erhöht werden, damit der Wintergarten auch noch auf dieselbe „Raumtemperatur“ wie der Rest der Wohnung beheizt wird, sondern diese Art der Wintergartenheizung darf nur den ungenutzten Brennwert ausnutzen und dient lediglich als Frostschutz. Die eigentliche Wintergartenbeheizung soll auf alle Fälle durch die Sonne erfolgen und die Pflanzen im Wintergarten danach ausgewählt werden. 
Zur Verbesserung der Wärmespeicherung können eine sonnenbeschienene Wand als massive Speicherwand (beispielsweise aus ungebrannten Tonziegeln) oder der Bodenbelag mit Terracotta-Fliesen ausgeführt werden. 
Eine Überhitzung bzw. Zugluftprobleme können durch ein sogenanntes „Hypotauscher“-System vermieden werden, bei dem die warme Luft im Wintergarten Wasser verdunstet und die aufgestiegene feuchte Luft an der höchsten Stelle des Wintergartens abgesaugt wird und durch Hypokausten-Rohre am kälteren Boden geleitet wird, worauf dort der Wasserdampf kondensiert und die dabei freigesetzte Kondensationsenthalpie an den Boden abgegeben wird.

## Typen von Wintergärten
Man unterscheidet in wärmetechnischer Hinsicht drei Wintergartentypen:
- Ein warmer Wintergarten kann ganzjährig zum Wohnen genutzt werden und wird auch Wohn-Wintergarten genannt (Raumtemperatur > 19 °C). Dort herrscht ganzjährig ein Klima, das einen angenehmen Aufenthalt möglich macht. Er ist auch für tropische Pflanzen mit höheren Ansprüchen geeignet. Hier gelten die Anforderungen der Energieeinsparverordnung für Wohngebäude.
- Ein mittelwarmer Wintergarten ist ein kühler Wintergarten, der in der Heizperiode auf 12–19 °C beheizt wird. Aus der Energieeinsparverordnung gelten geringere Anforderungen an die Wärmedämmeigenschaften des Glasdaches und der Seitenelemente als beim Wohn-Wintergarten.
- Ein kalter Wintergarten ist ein Glasanbau, der gering oder nicht beheizt wird. Wird er zur Überwinterung von nicht winterfesten Pflanzen genutzt, muss eine entsprechende Mindesttemperatur sichergestellt werden. Die Nutzung als Wohnraum beschränkt sich auf die wärmere Jahreszeit, dementsprechend existiert regional auch die Bezeichnung Sommergarten.[1]

## Aspekte der Bauplanung
Acht Themen sind für die Planung und Ausführung eines Wintergartens besonders wichtig:
- eine geeignete Rahmenkonstruktion (Statik einschließlich Berücksichtigung von Wind- und Schneelasten gem. DIN 1055-4 und 5, thermische Trennung, Beachtung der Statik, Wärmedämmung, Wasserdampfdiffusion und Wasserführung an den Bauanschlüssen), DIN 4102 Brandverhalten von Baustoffen und Bauteilen
- eine ausreichende Be- und Entlüftung
- eine Beschattung
- Verglasung mit geeigneten Verlege- und Verglasungsprofilen entsprechend der Unterkonstruktion (Holz bzw. Stahl) mit ausreichend Schlagregendichtheit und Widerstandsfähigkeit bei Windlast.
- optimierte Funktionen entsprechend Nutzungszielen und Objektlage (Lastaufnahmen, ggf. Wärmeschutz, Beachtung Überkopf-Verglasung gem. TRLV -demnächst DIN 18008-, ggf. Sonnenschutzglas im Dach, ggf. Schallschutz, ggf. „Selbstreinigungs“-Effekte, ggf. Absturzsicherheit gem. TRAV-demnächst DIN 18008-, ggf. Sicherheitsglas oder optimierte Lichtplatten)
- eine für die erforderliche Spitzenlast ausreichend dimensionierte und an den kältesten Stellen angeordnete Heizung, die gleichzeitig die erforderliche Luftzirkulation („Luftwalze“) bewirkt.
- ein entsprechend den Nutzungszielen dimensionierter und bei beheizten Wintergärten wärmegedämmter Bodenaufbau mit entsprechender thermischen Trennung des Innenbodens und Sperrung gegen aus dem Boden aufsteigende Feuchtigkeit. - DIN 18195 Bauwerksabdichtungen
- eine Dachrinnen- und Fallrohrheizung, da wegen der deutlich verbesserten Wärmedämmung die Verlustwärme nicht mehr ausreicht, um Dachrinne und Fallrohre aufzutauen und damit Verstopfungen durch Eis und Schnee abzuwenden. An sonnigen Tagen kann sonst stauendes Tauwasser in die Konstruktion oder das Innere des Wintergartens eindringen, der in der Regel nur dicht für nichtdrückendes, abfließendes Wasser konstruiert ist.
- Der Bau eines Wintergartens ist in einigen Bundesländern der Bundesrepublik Deutschland genehmigungspflichtig. Baurecht ist Landesrecht. Das bedeutet, dass jedes Bundesland für sich regeln kann, was und wie gebaut werden darf.

## Verglasung von Wintergärten
Zum Befestigen der Glasscheiben bei Wintergartendächern gibt es verschiedene Möglichkeiten des Aufbaues. Bei den in den letzten beiden Jahrzehnten insbesondere bezüglich der thermischen Trennung  optimierten Aluminium-, Stahl- und Kunststoff-Wintergartensystemen ist die Glashalterung integraler Bestandteil der tragenden Sparren, Wandanschlüsse und Traufen-Trägerprofile. Bei Holzwintergärten werden heute meist Alu-Auflageprofile oder Kunststoff-Thermoauflageprofile eingesetzt. Diese Verglasungsprofile sind als komplette Systeme erhältlich, dienen neben der Glashalterung dem Wetterschutz der Holzkonstruktion. Eine weitere Variante für die Glasauflagen sind selbstklebende Vollgummi-Auflagen (EPDM) mit Rillen. Diese sind in verschiedenen Breiten und Stärken erhältlich. Sie werden auf die Holz-Unterkonstruktion aufgesetzt und sind einfach zu verarbeiten. Hierbei gibt es auch Systeme, die die kalte Außenseite von der warmen Innenseite des Wintergartens thermisch trennen können.  
Für die Verglasung der Seitenwände werden meist fertig verglaste Fenster, Fenstertüren, Schiebe- und Faltanlagen aus dafür spezialisierter Produktion eingesetzt. Es werden aber auch handwerklich gefertigte oder aus der großtechnischen Produktion stammende Pfosten-Riegelkonstruktionen mit den zu diesen Systemen gehörenden Glashalterungen eingesetzt.

## Sonnenschutz und Lüftungssystem
Damit ein Wintergarten ganzjährig nutzbar ist, muss er neben einem Sonnenschutz ggf. auch Sonnenschutzglas auch über ein automatisches Lüftungssystem verfügen (ggf. mit Wärmetauscher, um Energie zu sparen). Falls er direkt nach Süden ausgerichtet ist, kann – besonders an ohnehin recht warmen Standorten, ein Laubbaum (Esskastanie, Birnbaum etc.), der im Sommer Blätter hat und Schatten spendet, aber im Winter das Licht weitgehend hindurch lässt, in ausreichendem Abstand von einigen Metern, im Sommer große Hitzebildung vermindern, ohne im Winter viel Sonnenlicht wegzunehmen. Ähnlich können ggf. im Sommer bei großer Hitze auch große Pflanzen (z. B. kleine Bäume) in Töpfen nach Bedarf auf die Außenseite gestellt werden (zumindest, falls der Wintergarten ebenerdig angelegt ist).
Eine automatisch gesteuerte Wintergartenlüftung verhindert auch in Abwesenheit der Nutzer eine Überhitzung im Sommer und Feuchteprobleme und deren Folgen im Winter, wie Feuchtigkeitskondensat und Schimmelpilzansiedlung.

## Stilrichtung viktorianischer Wintergarten
Eine besondere Stilrichtung des Wintergartens sind viktorianische Wintergärten. Formen und Verzierungen aus dem England der Königin Victoria prägen bei diesen Wintergärten den Eindruck.

## Historisch
Eine frühe Form des Wintergartens stellen die Orangeriegebäude dar. Sie wurden und werden zum Teil auch als Anlehnhaus konzipiert.

## Wintergartenbepflanzung
Ein Wintergarten ist kein Gewächshaus (bei dem mitunter mehr Wert auf hohe Lichtdurchlässigkeit des Glases gelegt wird als auf die Isolationswirkung). Üblicherweise gibt es in einem Wintergarten weite Temperaturschwankungen, die nicht alle Pflanzen vertragen. Viele tropische Pflanzen benötigen zum guten Gedeihen höhere Luftfeuchtigkeit, längere Sonnentage bzw. Zusatzbelichtung im Winter, Winter-Mindesttemperaturen, Maximaltemperaturen, und überhaupt optimale Temperaturen, die mit einem „Wohnklima“ wenig gemein haben. Nötige Abkühlung bei Überhitzung kann zu unangenehmen Zuglufterscheinungen führen. Gut bewährte Pflanzen sind beispielsweise Zitrusgewächse, Kamelien und Euphorbien, die auch schwachen Frost vertragen. Man kann aber auch Gemüse im Wintergarten ziehen.